# Hill Country
Hill Country (česky Kopcovitá krajina) je hovorový termín, který se používá k označení regionu v Centrálním Texasu. Jeho charakteristikou je vysoká kopcovitá krajina, která se skládá z tenké vrstvy půdy na povrchu a z vápence, nebo žuly. K regionu patří rovněž Llano Uplift a druhý největší granitní osamělý vrchol ve Spojených státech, Enchanted Rock, který se nachází 29 km severně od Fredericksburgu. Hill Country hraničí s dvěma nejvýznamnějšími aglomeracemi centrálního Texasu, se San Antoniem a Houstnem. Region je geograficky východní částí Edwards Plateau a nejvýchodnějším regionem Amerického jihozápadu. Je obklopen Balcones Fault na východě a Llano Uplift na západě a severu. Terén je charakterizován velkým množstvím vápencových nebo granitních skal a balvanů a tenkou vrstvou půdy, která dělá region velmi suchým a náchylným na časté zavlažování. Texas Hill Country je též domovem několika přirozených jihozápadních druhů vegetace, například různé yucca, opuncie, a suchého jihozápadního stromu, známého pod jménem Texas live oak (Texaský živý dub). Několik měst bylo založeno na úpatí Balcones Escarpment, včetně Austinu, San Marcosu, a New Braunfels.

## Přírodní zajímavosti
Z důvodu svojí krasové topografie, v oblasti je mnoho jeskynních území, například Inner Space Caverns, Natural Bridge Caverns, Bracken Cave, Longhorn Cavern State Park, Cascade Caverns, Caverns of Sonora, Cave Without a Name a Wonder Cave. Hlubší jeskyně formují několik zvodní, které slouží jako zdroj pitné vody pro obyvatelstvo regionu.
Nékolik přítoků řeky Colorado v Texasu, včetně řek Llano a Pedernales, které křižují region ze západu na východ a vlévají se do řeky Colorado, která protíná region jihovýchodně, odvodňují značnou část Hill Country. Řeky Guadalupe, San Antonio, Frio, Medina, a Nueces pramení v Hill Country.
V regionu jsou horká léta, zejména v červenci a srpnu a noční teploty zůstávají vysoké, nadmořská výška je totiž relativně nízká navzdory hornatému terénu.

## Kultura
Území je unikátní pro své spojení španělské a středoevropské kultury. Kulturní vlivy jsou patrné v jídle, pivu, architektuře a hudbě a vytvářejí specifickou kulturní oblast, oddělenou od jižních a jihozápadních vlivů. Například, akordeon bol zpopularizován v Tejano hudbě v 19. století díky kulturním vlivům středoevropských přistěhovalců.
V posledních letech se region stal centrem texaské vinné oblasti. Jsou tu tři vitikulturní oblasti: Texas Hill Country AVA, Fredericksburg v Texas Hill Country AVA a Bell Mountain AVA.
Hill Country je známý svojí turistikou. V roce 2008 New York Times zařadil Hill Country do článku o severoamerických prázdninových destinacích. Region Hill Country udělal z Texasu druhé nejpopulárnější místo pro důchodce v Spojených státech.
Fredericku Day, demografu ze Texas State University v San Marcosu připomíná Hill Country svým životním stylem styl malého města z nedávné minulosti. "Jako stará Amerika . . . životní náklady jsou hezky nízké. Pro lidi, kteří prožili svůj život v Houstnu, nebo v Dallasu, je Hill Country velmi atraktivní."

## Okresy v Texas Hill Country
Podle Texas Parks and Wildlife Department je do regionu Texas Hill Country zahrnuto následujících 25 okresů:
- Bandera County
- Bell County
- Blanco County
- Burnet County
- Comal County
- Coryell County
- Crockett County
- Edwards County
- Gillespie County
- Hays County
- Kendall County
- Kerr County
- Kimble County
- Lampasas County
- Llano County
- Mason County
- McCulloch County
- Menard County
- Real County
- San Saba County
- Schleicher County
- Sutton County
- Travis County
- Val Verde County
- Williamson County